# William Nicholas Hailmann

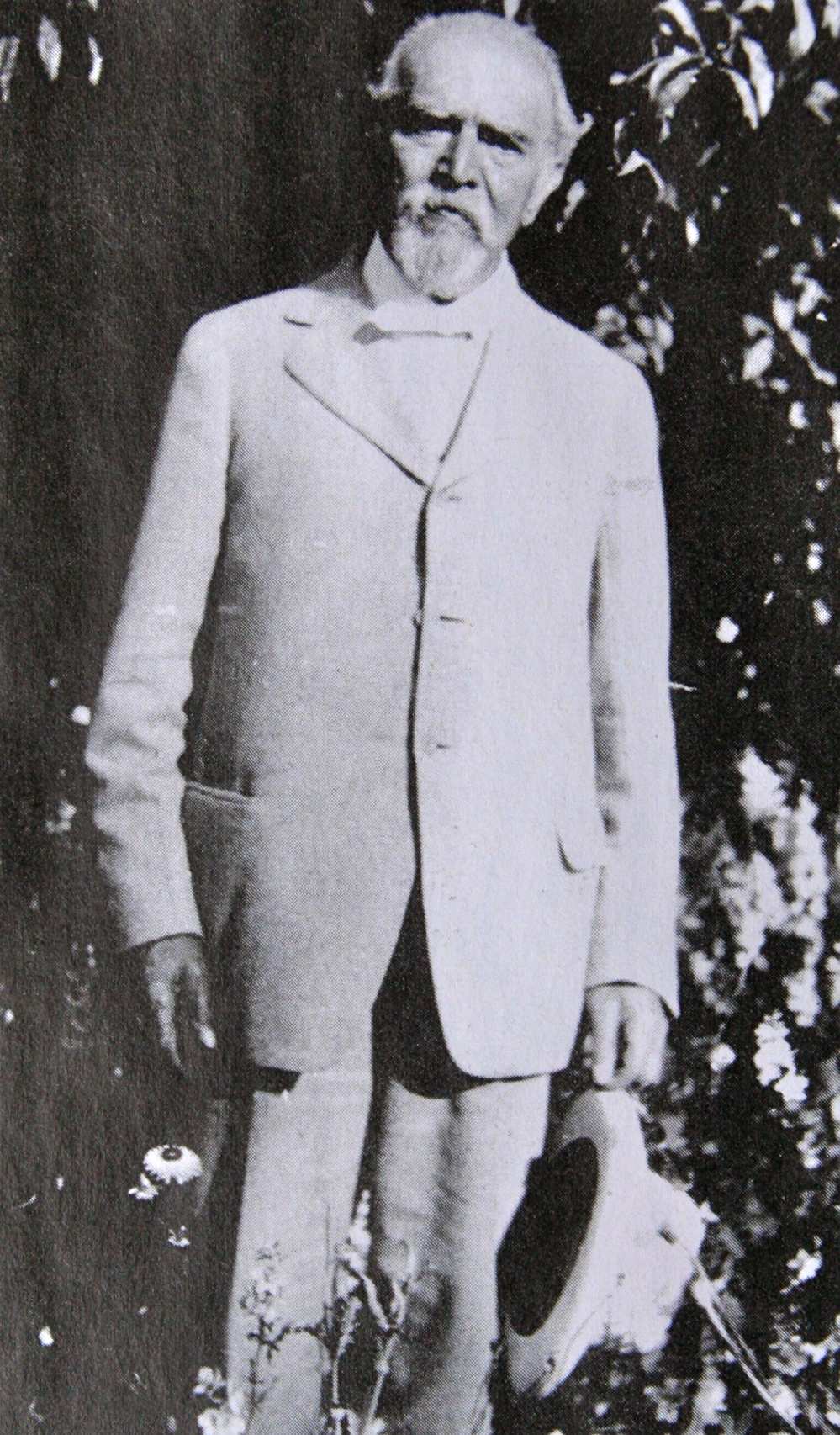
William Nicholas Hailmann um 1910

William Nicholas Hailmann (* 20. Oktober 1836 in Glarus; † 13. Mai 1920 in Pasadena) war ein aus der Schweiz stammender US-amerikanischer Pädagoge, der in den USA  Kindergärten als Teil des Schulsystems einführte.

## Leben
Hailmanns Vater Alexander Wilhelm Hailmann stammte aus Thann im Elsass und entwarf Muster für die Glarner Textilindustrie. Seine Mutter war Barbara Hailmann, geborene Weber. Bald nach Williams Geburt zog die Familie in ein grosses Haus im Kanton Thurgau, wo der Junge eine ganzheitliche Bildung nach den Ideen von Johann Heinrich Pestalozzi erhielt. Dank verständnisvollen Lehrern konnte William im Alter von dreizehn Jahren ins polytechnische Gymnasium in Zürich eintreten, wo er Naturwissenschaften, alte Sprachen sowie Italienisch, Französisch und Englisch lernte. Nach zwei Jahren schloss er die Ausbildung im Alter von fünfzehn Jahren ab.
Obwohl William eigentlich Arzt werden wollte, reiste er im Frühjahr 1852 mit seinem aus Texas zu Besuch weilenden Cousin nach New York. In Louisville besuchte er den Schweizer Konsul, einen Freund der Familie, und arbeitete in einem Lebensmittelgeschäft und in der Stickerei des Konsuls. Durch einen ihm bekannten Musiklehrer begann er als Siebzehnjähriger, an einem Mädchen-College moderne Sprachen zu unterrichten. Zudem begann er ein Medizinstudium am Louisville Medical College. Dank seinen Sprachkenntnissen und seinem Talent als Lehrer wurde er 1856 bis 1865 als Lehrer für moderne Sprachen und Naturwissenschaften an der High School angestellt, wo er seine fortschrittlichen Unterrichtsmethoden erproben konnte. Während seiner Unterrichtstätigkeit erkannte Hailmann die Unzulänglichkeit der offiziellen Lehrmethoden und beschloss, sich für deren Entwicklung zu engagieren; besonders die Elementarstufe interessierte ihn.
Im Alter von 21 Jahren heiratete Hailmann 1857 die ein Jahr ältere Eudora Lucas, die sich für die Ausbildung für Mädchen, Frauen und Eltern einsetzte. Das Paar bekam eine Tochter und drei Söhne. 1860 reisten beide in die Schweiz, wo Hailmann zahlreiche Schulen besuchte, vor allem Kindergärten und Primarschulen. In Zürich hörte er vom Wirken des deutschen Pädagogen Friedrich Fröbel, dem «Vater des Kindergartens». Hailmann machte sich mit dessen Ideen vertraut und reiste damit zurück in die USA.

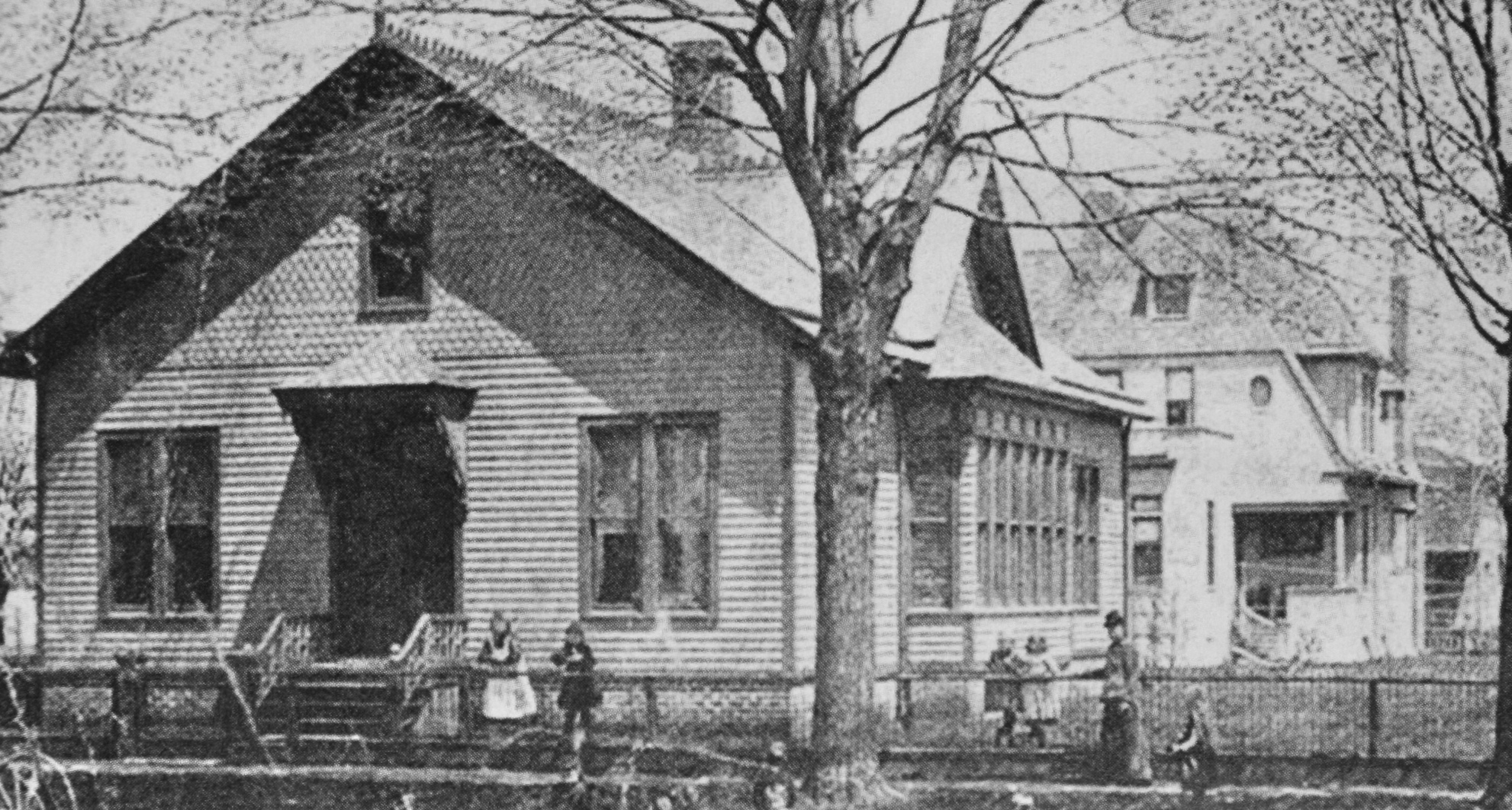
Einer der ersten Kindergärten der USA in La Porte, Indiana

Nach dem Dienst als Major der Unionstruppen im Sezessionskrieg baute Hailmann in Louisville die deutsch-amerikanische Akademie nach Fröbels Grundsätzen auf, deren Schulleiter und Direktor er wurde. Er propagierte den Kindergarten als eigenen Bestandteil des Schulsystems. 1865 richtete er an der Akademie nach fröbelschen Grundsätzen den ersten Kindergartenraum ein. Zusammen mit seiner Gattin baute Hailmann in Milwaukee und 1879 in Detroit Schulen und Kindergärten auf. Von 1883 bis 1994 wirkte Hailmann in La Porte (Indiana), wo er als Leiter der öffentlichen Schulen das Bildungssystem neu ausrichtete. Indiana wurde damit zum ersten Staat der USA, in dem Kindergärten offiziell Teil des Schulsystems wurden. 1885 erlangte Hailmann den Doktorgrad Ph.D. der Ohio University.
Zusammen mit seiner Frau gab Hailmann die Zeitschrift «The Kindergarten Messenger and the New Education» heraus. Sie gründeten das Fröbel-Institut, das zum Kindergartendepartement der Berufsorganisation National Education Association wurde. Neben Unterrichtsmethoden entwickelten die Hailmanns auch zahlreiche Unterrichtsmaterialien wie Puppenstuben, Bauklötze, Kinderlieder und Möglichkeiten für Gruppenarbeiten.
1894 ernannte der demokratische Präsident Grover Cleveland Hailmann zum Nationalen Superintendenten für Indianerschulen, für die Hailmann eigene Lehrmittel entwickelte und indianische Lehrer ausbildete. Nach drei Jahren wurde das Projekt vom neuen republikanischen Präsidenten William McKinley wieder abgesetzt. Hailmann – mittlerweile ein gefragter Mann – bekleidete mehrere hohe Schulämter in Dayton, Chicago und in Cleveland, wo er Fröbels Ideen umsetzte.
Hailmanns Gattin Eudora verstarb 1905. 1907 heiratete er Helena Kuhn aus Detroit. 1914 ging Hailmann nach Pasadena in Kalifornien in Pension, wo er am 13. Mai 1920 verstarb.

## Werke
Hailmann verfasste mehrere Schriften über Erziehung, Unterrichtsbücher, war Mitherausgeber verschiedener Zeitschriften und übersetzte 1890 Fröbels Hauptwerk «Menschenerziehung» ins Englische.
- Outlines of a System of Object-teaching (1866)
- History of Pedagogy (1870)
- Kindergarten Culture (1872)
- The Law of Childhood (1878)
- Primary Methods (1887)
- Application of Psychology to Teaching (1887)
- The English Language (1902)